# ری چارنلی
ری چارنلی (به انگلیسی: Ray Charnley) بازیکن فوتبال زادهٔ ۲۹ مه ۱۹۳۵ اهل کشور انگلستان بود که سابقهٔ بازی در تیم ملی فوتبال انگلستان را در کارنامهٔ خود دارد. وی در تاریخ ۳ اکتبر ۱۹۶۲ تنها بازی ملی خود را در مقابل تیم ملی فوتبال فرانسه انجام داد.